# 首都医科大学附属北京潞河医院
39°54′01″N 116°39′13″E / 39.9003325°N 116.653717°E
首都医科大学附属北京潞河医院，是中國首都医科大学附屬的一所三级丙等综合医院。为北京市本科医师培训基地、北京市全科医师培训基地、区域疑难重症治疗中心、会诊中心、急救中心、卫生部临床路径试点医院、优质护理服务试点医院、数字化试点医院。

## 历史
潞河医院经历过多次改扩建，多次更名，从19世纪末的一家诊疗所发展为一座公立三甲医院。
- 1878—1881年，美国基督教会公理会传教士江戴德在通州城内北后街开设诊疗所。
- 1882年，美国医师盈亨利以诊所为基础成立医院，命名为妇婴医院。
- 1900年，医院在义和团运动中焚毁。

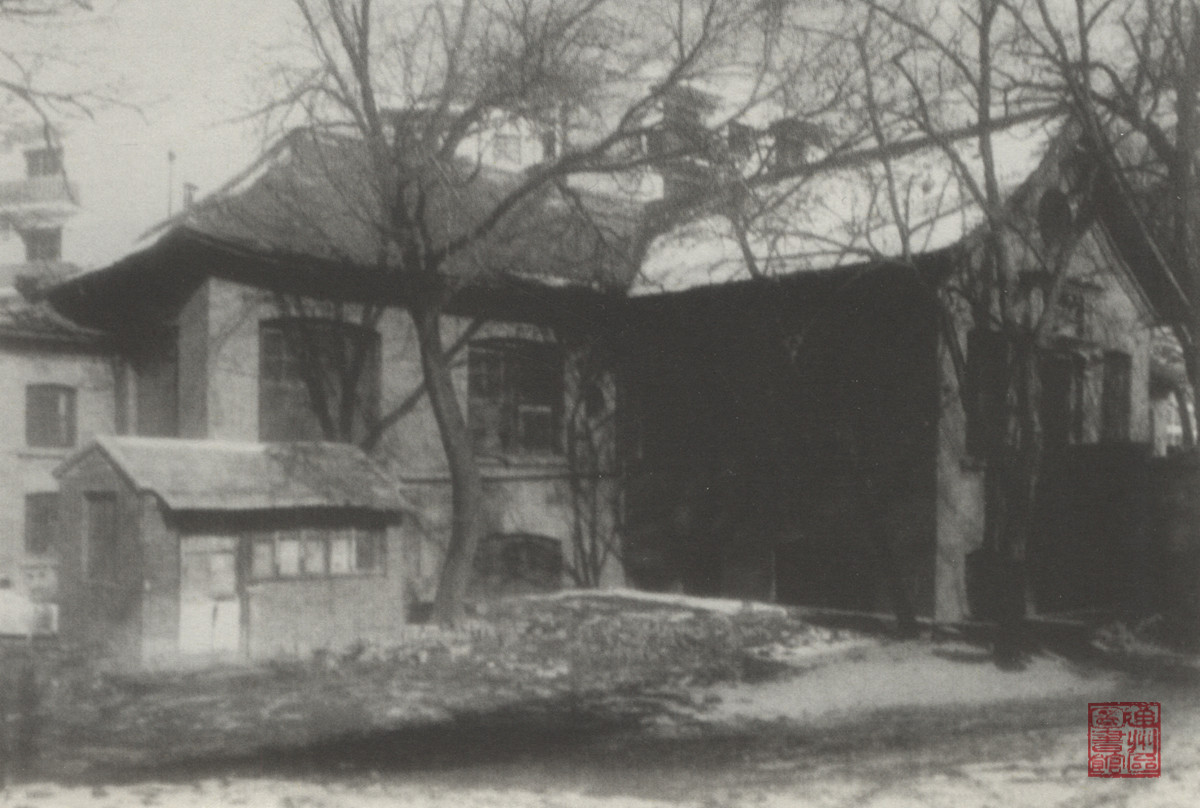
1903年建立的潞河医院门诊楼。

- 1903年传教士都春甫利用清政府和通州地方16万两白银赔款在新城南门外千佛庵一带土地重建医院[4]，并更名为潞河医院。
- 1941年12月25日，医院更名为通县县立医院。
- 1945年1月11日，医院更名为燕京道道立医院。
- 1951年4月16日，医院更名为潞河医院人民医院。
- 1958年，通县改为通州区，医院随之更名为北京市通州区医院。
- 1960年2月，通州区改为通县，医院随之更名为通县医院。
- 1997年9月28日，通县改为通州区，医院更名为通州区潞河医院。
- 2008年11月25日，通州区政府与首都医科大学签订教学医院协议。
- 2009年10月17日，正式成为首都医科大学潞河教学医院。
- 2014年11月25日，首都医科大学与通州区人民政府签署合作协议签约，潞河医院正式成为首都医科大学附属医院[5]。

## 主院
潞河医院位于北京市通州区新华南路82号。
- 1978年9月，外科、妇产科病房楼建成使用。
- 1982年5月，医院门诊大楼、内儿科病房楼建成使用。
- 1989年10月，教学楼建成使用。
- 1994年，妇婴病房楼建成使用。
- 2003年9月22日，新病房大楼建成使用。
- 2011年12月3日，手术病房楼启用。
- 2012年1月，外科病房楼正式投入使用。
- 2016年4月2日，新门诊综合楼正式启用。

## 分院
在建的潞河医院分院（含郎府卫生院）位于通州区西集镇苏望路，建筑面积16800余平米。地上一层至五层为门诊、预防保健、体检、120急救站组成的综合医疗建筑。其中，潞河医院分院设置160张床位；郎府卫生院设置99张床位。